# إفيرالدو باتيستا
إفيرالدو باتيستا (بالبرتغالية: Everaldo Batista‏) هو لاعب كرة قدم برازيلي في مركز الدفاع، ولد في 7 يونيو 1974 في كاماكاري في البرازيل. لعب مع أتلتيكو مينيرو وبوروسيا دورتموند ب وروت فايس آهلن وريد بل براغانتينو وسبورت ريسيفي وغرويتر فورت ونادي أتلتيكو هيرمان أيشينجار ونادي بالميراس ونادي ساو كايتانو ونادي فورتاليزا ونادي كريسيوما ونادي ناوتيكو ونادي نوفو هامبورغو.